# Сантюль III (граф Бигорра)

Графство Бигорр и виконтство Марсан на карте Гаскони

Сантюль III (фр. Centulle de Marsan, Centulle III de Bigorre; ум. 1178) — граф Бигорра и виконт Марсана с 1163 года, сын Пьера, виконта де Марсан (ум. 1163), и Беатрис II, графини Бигорра (ум. после 1148).
Родился не позднее 1140 года.
В 1155 году женился на Матель де Бо, вдове виконта Беарна Пьерра де Габарре, родственнице графа Барселоны Раймона Беренгера IV, за которой получил в приданое сеньорию Валь-д’Аран. По этой сеньории в 1170 году признал себя вассалом короля Альфонса II Арагонского (по другим владениям его сюзереном был герцог Аквитании).
Его дочь Стефания первым браком вышла замуж за виконта Пьера II де Дакс. Тот в 1177 году восстал против Ричарда Львиное Сердце. Сантюль III поддержал зятя, но неудачно — попал в плен. Освобождён при посредничестве Альфонса II Арагонского, и был вынужден уступить Ричарду Клермон и Монбрен.
Чтобы прекратить многолетнюю вражду между Бигорром и Комменжем, в 1178 году (незадолго до смерти) Сантюль III инициировал помолвку своей овдовевшей дочери Стефании с комменжским графом Бернаром IV.